# Karczmiska (gmina)
Pour les articles homonymes, voir Karczmiska.
Karczmiska est une gmina rurale (gmina wiejska) du powiat d'Opole Lubelskie, dans la Voïvodie de Lublin, dans l'est de la Pologne.
Son siège administratif (chef-lieu) est le village de Karczmiska, qui se situe environ 10 kilomètres (km) au nord d'Opole Lubelskie (siège du powiat) et 41 kilomètres à l'ouest de la capitale régionale Lublin (capitale de la voïvodie).
La gmina couvre une superficie de 95,21 km2 pour une population de 6 192 habitants en 2006.

## Histoire
De 1975 à 1998, la gmina est attachée administrativement à l'ancienne Voïvodie de Lublin.

Depuis 1999, elle fait partie de la nouvelle voïvodie de Lublin.

## Géographie
La gmina inclut les villages (sołectwa) de:

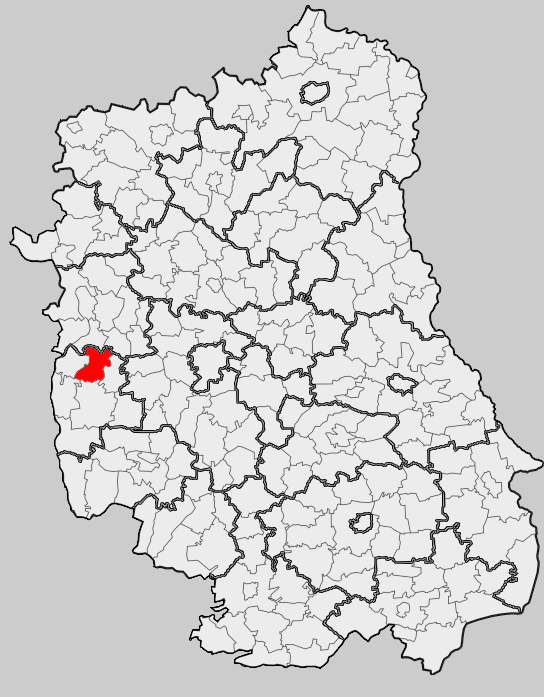
Position de la gmina dans la voïvodie

- Bielsko
- Chodlik
- Głusko Duże-Kolonia
- Głusko Małe
- Górki
- Jaworce
- Karczmiska
- Mieczysławka
- Noworąblów
- Słotwiny
- Uściąż
- Uściąż-Kolonia
- Wolica
- Wolica-Kolonia
- Wymysłów
- Zaborze
- Zagajdzie

### Gminy voisines
La gmina de Karczmiska est voisine des gminy de:
- Kazimierz Dolny
- Łaziska
- Opole Lubelskie
- Poniatowa
- Wąwolnica
- Wilków

## Structure du terrain
D'après les données de 2002, la superficie de la commune de Karczmiska est de 95,21 kilomètres carrés, répartis comme telle :
- terres agricoles : 72%
- forêts : 22%

La commune représente 11,84% de la superficie du powiat.

## Démographie
Données du 30 juin 2004:
| Description        | Total  | Total | Femmes | Femmes | Hommes | Hommes |
| ------------------ | ------ | ----- | ------ | ------ | ------ | ------ |
| Unité              | Nombre | %     | Nombre | %      | Nombre | %      |
| Population         | 6 272  | 100   | 3 128  | 49,9   | 3 144  | 50,1   |
| Densité (hab./km²) | 65,9   | 65,9  | 32,9   | 32,9   | 33     | 33     |